# Austrian Open 1997
L'Austrian Open 1997 è stato un torneo di tennis giocato sulla terra rossa. È stata la 52ª edizione dell'Austrian Open, che fa parte della categoria World Series nell'ambito dell'ATP Tour 1997. Si è giocato al Kitzbühel Sportpark Tennis Stadium di Kitzbühel in Austria, dal 21 al 27 luglio 1997.

## Campioni

### Singolare maschile
Filip Dewulf ha battuto in finale  Julián Alonso con il punteggio di 7–6(2), 6–4, 6–1

### Doppio
Wayne Arthurs /  Richard Fromberg hanno battuto in finale  Thomas Buchmayer /  Thomas Strengberger con il punteggio di 6-4, 6–3